# 駐日キューバ大使館
駐日キューバ大使館（スペイン語: Embajada de Cuba en Japón、英語: Embassy of Cuba in Japan）は、キューバが日本の首都東京に設置している大使館である。在東京キューバ大使館（スペイン語: Embajada de Cuba en Tokio、英語: Embassy of Cuba in Tokyo）とも呼ばれる。

## 所在地
| 日本語     | 〒106-0044 東京都港区東麻布1丁目28-4                   |
| スペイン語 | 28-4, Higashi-Azabu 1-chome, Minato-ku, Tokio 106-0044 |
| 英語       | 28-4, Higashi-Azabu 1-chome, Minato-ku, Tokyo 106-0044 |
| アクセス   | 都営大江戸線赤羽橋駅中之橋口                           |

## 大使
2024年1月17日より、ヒセラ・ベアトリス・ガルシア・リベラが特命全権大使を務めている。

## ギャラリー

キューバ大使館全景
キューバ大使館は一棟借り上げ
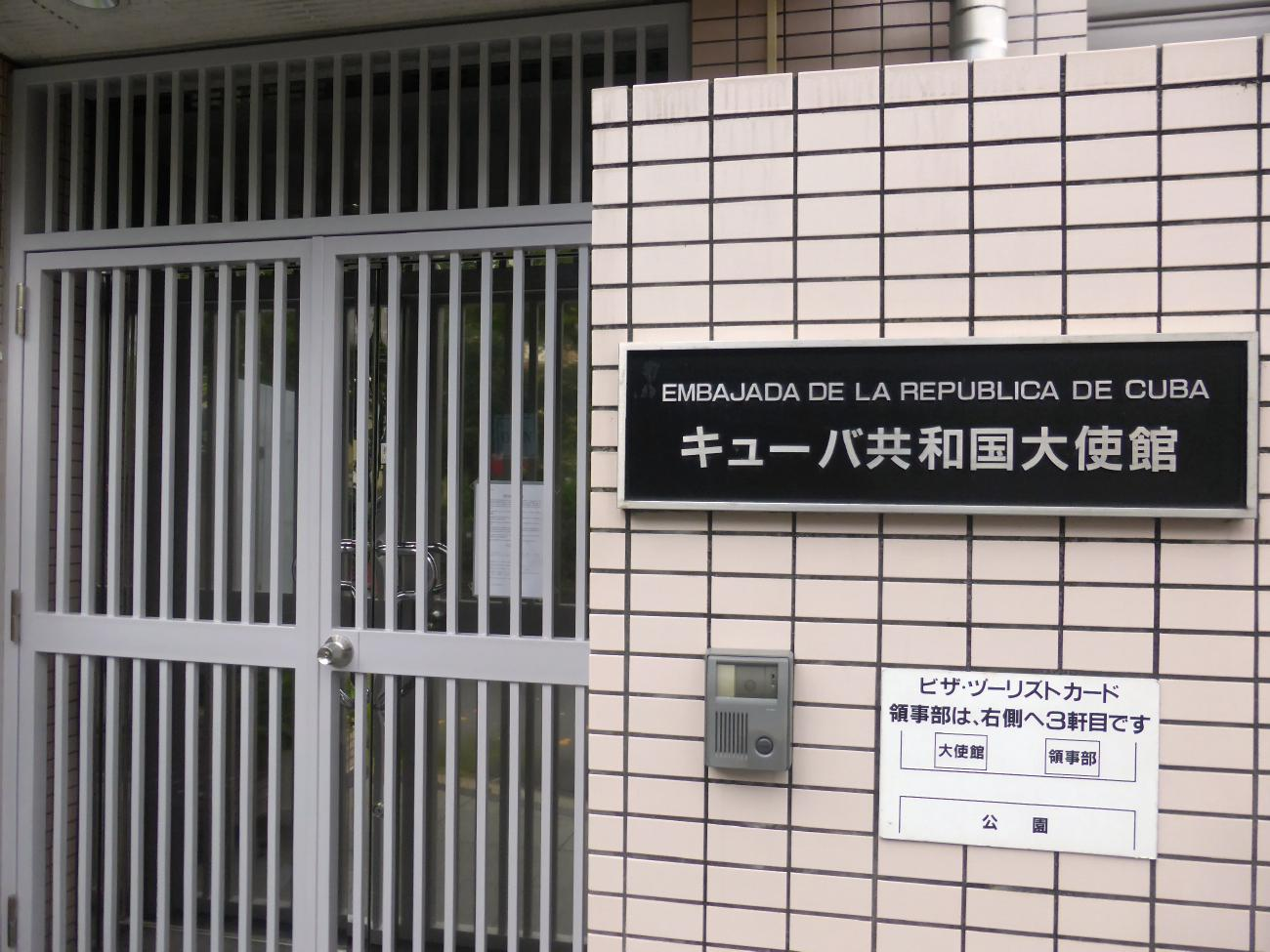
キューバ大使館表札
キューバの国章
キューバ大使館領事部が入居するビル
キューバ大使館領事部